# Dione (hold)
A Dione a Szaturnusz 12. holdja, a negyedik legnagyobb a holdjai sorában.
Anyabolygójától 377 400 km-re kering. Átlagos átmérője 1118 km. 1,1·1021 kg-os tömegével és 
1,43g/cm³ sűrűségével a legsűrűbb szaturnuszhold. Cassini fedezte fel 1684-ben.
Pályáján két kicsiny hold kíséri, a Helene és a Polydeuces (nevüket a görög mitológia szereplőiről kapták). A holdak gravitációsan kötött pályán mozognak a Dionéhoz képest: a Helene (átmérője mintegy 30 km) előtte halad 60°-al, míg a Polydeuces 60°-al lemaradva követi. A Polydeuces átmérője a Helene átmérőjének kevesebb, mint fele, a keringési pályán való helyzete nagy ingadozásokat mutat.
Az árapályerők hatására szinkron módon kering, mindig ugyanazt az oldalát mutatja a Szaturnusz felé.
Felszíne nagy fényességbeli kontrasztot mutat, a keringési irányba eső oldala jóval világosabb.
A Szaturnusz több más holdjához hasonlóan a Dione is rezonanciában kering, 66 órás keringési ideje kétszerese a Szaturnuszhoz közelebb keringő Enceladus-énak.

## Elnevezése
Nevét a görög mitológiai titaniszról, Dióné-ról kapta, aki Zeusszal együtt Aphroditét megalkotta. Giovanni Cassini, aki négy holdat is felfedezett, XVI. Lajos király tiszteletére őket „Sidera Lodoicea” vagyis Lajos csillagai elnevezéssel illette. Elterjedten csak sorszámmal jelölték, míg John Herschel 1847-es publikálása alapján mind a 7 holdat a titánokról nevezték el.

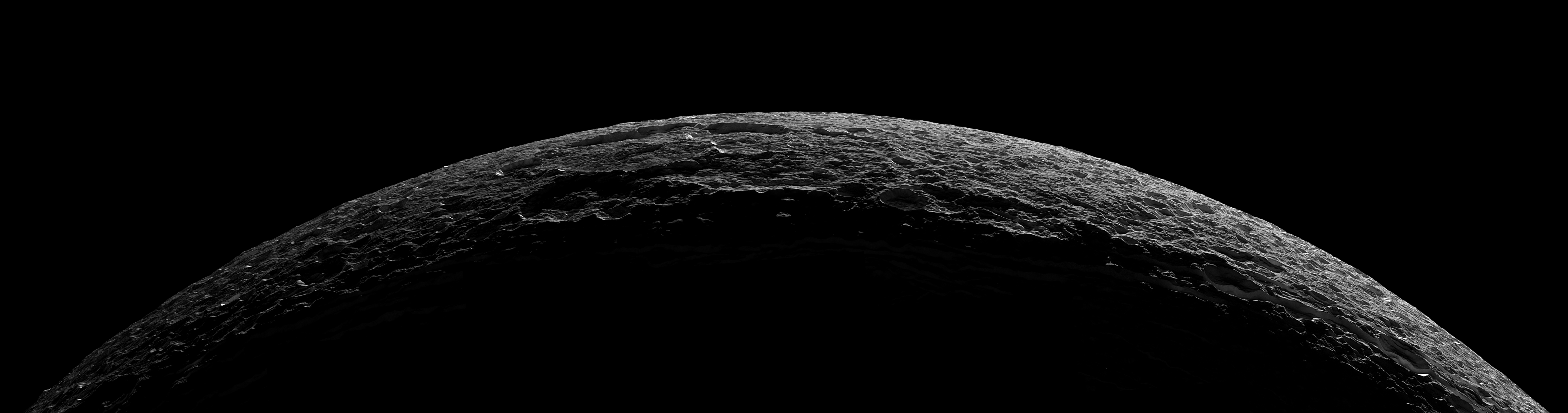
A Dione a Cassini 2005. október 11-ei felvétele alapján

## Lásd még
- A Szaturnusz holdjai